# 甘王の共感スクール
『甘王の共感スクール』（あまおうのきょうかんスクール）は、2013年4月2日から2013年9月24日まで-、テレビ朝日で毎週火曜日25:51 - 26:14（JSTでは毎週水曜日1:51 - 2:14）に放送されていたテレビドラマ。

## 概要
『私のホストちゃん〜しちにんのホスト〜』で人気を博した甘王初の冠番組となった本作は「特別取材班が半年間この謎のスクールに潜入取材した」という体裁で行われるモキュメンタリードラマ第三弾。
原案は前作『ガールズトーク〜十人のシスターたち〜』に引き続き、アメーバモバイル内の電子掲示板『GIRL'S TALK』。
『私の〜』同様、甘王には目線は入っているが、ドキュメントとしては目線が大きく外れるなど不適切な部分があることで、あくまでもフィクションであることが分かる様になっている。又、スクールの生徒も、女心が分からないホストという設定であるが、個人名及び団体名は全て架空である。
モキュメンタリー番組として各回のクレジットにもホスト名のみが記載され演者については伏せられていた。放送で演者の名前が流れたのは最終回のクレジットが最初で最後である。

## あらすじ
女心が分からないホストをどうにかしてほしいという全国のホストクラブのオーナーからの相談を受けて、甘王が学校「甘王の共感スクール」を設立。秘書 光来による「オーディション」によって、受験者には何のオーディションなのか一切秘密にされたまま、各クラブのオーナーから送り出された（捨てられた）問題ホストたちから6人が「第1期 合格者」として選ばれた（実際には甘王自身が段ボール箱に隠れオーディションの様子を盗み見、合格者を決定した）。このようにして、互いに全く面識のない6人のホストたちが、半ば強制的に「甘王チルドレン」として「甘王共感スクール」に入学することになったのである。甘王との対立やホスト同士の反目などいくつもの波乱を乗り越えながら、甘王はみずから塾長となり、全国から集めたこの6人の「訳ありホスト」たちをしごき直していく。

## 出演者

### 塾長[1]
甘王 - オキャディー
「共感スクール」塾長、「クラブバニラ」のオーナー。目が黒線で隠される。
ホストたちに何かと暴言・暴力を振るったり、理不尽なことを強要したりするので喧嘩・対立が絶えない。返り討ちに合うこともしばしばである。しかし、最初はホストたちと烈しい対立を繰り返していたものの、半年間の体を張った授業を通して、少しずつ彼らの心を開かせるようになる。6人の団結力を高めるためCDデビューを目指し「甘WARS with 甘王」を結成、8月に『ナメすぎラブソング’夏』を発売したのもその一環である。
そうして迎えた集大成のイベント「甘フェス」は成功裏に終わったが、イベント終了後、待ち構えていた警察に詐欺罪で逮捕される。ホストたちは、打ち上げで読もうと思っていた甘王に宛てた手紙を涙ながらに読み上げ、甘王も彼ら一人一人に最後の言葉をかけ「今までオレについてきてくれてありがとう！」と言って連行される。...がしかし甘王Tシャツを完売できなかったため、最後は約束通りホストたちからビンタをくらった。

### 秘書
光来 - 佐野光来
甘王の秘書。佐野は前作『ガールズトーク〜十人のシスターたち〜』に引き続き出演。

### 生徒
安藤龍 (25) - 安藤龍
- 所属 - アポロ
- 名前の読みについて秘書の「アンドウリュウですか？アンドリューですか？どちらですか？」との問いに対し「ご想像にお任せします」と言っていた。
- オーストラリア人とのハーフ。6人の中で腕相撲が一番強い。
- 甘王に最も反抗的であり喧嘩も多かったが、次第に甘王の教育を認めるようになる。
- CDデビューのためと称して「ギャランドゥ」を無理やり脱毛させられた（拓磨と共に）。

伊吹拓磨 (20) - 武子直輝
- 所属 - club rose
- 最初にオーディションへ受けに来た。
- 6人の中で最年少だが、何かとみんなを引っ張る存在。
- 甘王からは東京で言えば「銀座」で高級感があると言われる（ただし二度目は「新宿」と言われた）。
- CDデビューのためと称して「ギャランドゥ」を無理やり脱毛させられた（龍と共に）。

桐生春人 (24) - 夛留見啓助
- 所属 - club MAX
- 好きなAV女優は明日花キララ。
- 笑顔が非常に素敵である。
- ボクシング経験者。
- 隣の席の龍とよく取っ組み合いになる。

九條剣斗 (23) - 細川洪
- 所属 - club パラダイス
- 広島出身で顕著な広島弁を話す。金髪。カープファン。
- 冗談が通じず正義観が強い。
- 日本舞踊と剣舞をこなす。
- 明希がピンチのときは「やめちゃれぇーや！」と言って必ず助けに来る。

皇山明希 (23) - 皇坂明希
- 所属 - club ルビー
- 6人の中で一番控え目な性格で身体の線も細い。小顔。
- そのため何かと甘王に絡まれる。
- 龍と拓磨が喧嘩しているときに止めに入ったことがある。
- 剣斗から何かと気に掛けられている。

瀬名海斗 (23) - 小沼将太
- 所属 - PARADOOR
- 趣味はサーフィンで言動は今どきの若者という感じだが、実は悩み多い性格。
- 東京は息苦しいと感じている。
- 最後の最後で甘王のことを「先生」と呼んだ。

### ナレーション
大鶴義丹
『私のホストちゃん〜しちにんのホスト〜』以来一年半振りの出演。

## スタッフ
- 原案 - 「GIRL'S TALK」（サイバーエージェント提供）
- 演出・脚本 - 鈴木おさむ
- 構成 - 岩本哲也
- 撮影 - 沼田善（J-crew）、中島大樹（J-crew）
- VE - 日高朋弘（J-crew）、大井剛（J-crew）、安沢貴幸（J-crew）
- 編集 - 村田清和（The TUBE）
- MA - 谷沢宗明（The TUBE）
- 音効 - 松永芳樹（digitalcircus）
- CG - 大森清一郎
- 美術 - 村上輝彦（テレビ朝日クリエイト）
- 美術進行 - 廣澤陽子（テレビ朝日クリエイト）、三木晴加（テレビ朝日クリエイト）
- 小道具 - 宮本恵美子（テレフィット）
- 衣装 - 生井江巳子（松竹衣装）
- メイク - MARVEE
- 美術車輌 - ブルーフラッグ
- テーマソング - 「Because of U」trf（avex trax）
- 協力 - サイバーエージェント
- 編成 - 吉川徹（テレビ朝日）
- 宣伝 - 谷俊之（テレビ朝日）
- 営業 - 杉田正芳（テレビ朝日）
- コンテンツビジネス - 細川大輔（テレビ朝日）
- 制作進行 - 肥後智一（MMJ）
- アシスタントディレクター - 川崎一輝（MMJ）、羽場愛
- ディレクター - 渡辺資、岡田純一、肥後智一（MMJ）
- アシスタントプロデューサー - 橋むつ美（MMJ）
- プロデューサー - 寺田伸也（テレビ朝日） / 山口一美（MMJ）、坂井良美（MMJ）
- 制作 - テレビ朝日、MMJ

## 放送日程
| 話数   | 放送日       |
| ------ | ------------ |
| 特別編 | 2013年4月2日 |

## ネット局と放送時間
| 放送対象地域 | 放送局           | 系列               | 放送日時                 | 放送開始日   | 備考   |
| ------------ | ---------------- | ------------------ | ------------------------ | ------------ | ------ |
| 関東広域圏   | テレビ朝日（EX） | テレビ朝日系列     | 火曜 25時51分 - 26時21分 | 2013年4月2日 | 制作局 |
| 日本全域     | YouTube          | インターネット配信 |                          | 2013年4月2日 | (UTC)  |
| 日本全域     | テレ朝動画       | インターネット配信 |                          | 2013年4月3日 |        |